# Botten van de mens
Het geraamte van de mens (ook wel skelet of beendergestel) bestaat uit 206 botten. Vanwege anatomische variaties hebben sommige mensen extra sesambeenderen, anderen hebben extra wervels of een wervel minder. Het staartbeen kan uit drie of vier staartwervels bestaan.
De nummers tussen haakjes verwijzen naar de afbeelding rechts.
22 schedelbeenderen:
- voorhoofdsbeen (os frontale) (1)
- 2 wandbeenderen (os parietale) (2, L&R)
- 2 slaapbeenderen (os temporale) (3, L&R)
- achterhoofdsbeen (os occipitale) (4)
- wiggenbeen (os sphenoidale)
- zeefbeen (os ethmoidale)
- 2 jukbeenderen (os zygomaticum) (5 L&R)
- 2 bovenkaakbeenderen (maxilla) (6 L&R, wordt echter soms als een enkel versmolten bot beschouwd)
- 2 neusbeenderen (os nasale) (9 L&R)
- onderkaak (mandibula) (7)
- 2 verhemeltebeenderen (os palatinum) (L&R)
- 2 traanbeenderen (os lacrimale) (L&R)
- ploegschaarbeen (vomer)
- 2 onderste neusschelpen (concha nasalis inferior) (L&R)

2×3 gehoorbeentjes, oor:
- hamers (malleus) (L&R)
- aambeelden (incus) (L&R)
- stijgbeugels (stapes) (L&R)

8 halsbeenderen:
- tongbeen (os hyoideum)
- 7 halswervels (vertebra cervicalis) (8)

50 rompbeenderen:
- 2 sleutelbeenderen (clavicula) (25, L&R)
- 2 schouderbladen (scapula) (29, L&R)
- borstbeen (sternum) (10)
- 2×12 ribben (costa) (L&R)
- 12 borstwervels (vertebra thoracica)
- 5 lendenwervels (14, vertebra lumbalis)
- 2 heupbeenderen (os coxae) (15, L&R)
- heiligbeen (os sacrum) (16)
- stuit of staartbeen (os coccygis)

2×3 armbeenderen (L&R):
- 2 opperarmbeenderen (humerus) (11, L&R)
- 2 ellepijpen  (ulna) (12, L&R)
- 2 spaakbeenderen  (radius) (13, L&R)

2×4 beenbeenderen (L&R):
- 2 dijbeenderen  (femur) (18, L&R)
- 2 knieschijven (patella) (19, L&R)
- 2 scheenbeenderen  (tibia) (20, L&R)
- 2 kuitbeenderen  (fibula) (21, L&R)

2×27 handbeenderen (L&R):
- 2×8 Handwortelbeentjes (L&R):
  - 2 os scaphoideum (L&R)
  - 2 os lunatum (L&R)
  - 2 driehoeksbeenderen (os triquetrum) (L&R)
  - 2 erwtvormig beentjes (os pisiforme) (L&R)
  - 2 groot veelhoekig beenderen (os trapezium of os multangulum majus) (L&R)
  - 2 klein veelhoekig beenderen (os trapezoideum of os multangulum minus) (L&R)
  - 2 hoofdvormig beenderen (os capitatum) (L&R)
  - 2 haakvormig beenderen (os hamatum) (L&R)

- 2×5 middenhandsbeenderen (os metacarpale) (L&R)
- 2×14 vingerkootjes (phalanges) (L&R):
  - 2×5 proximale falanx (phalanx proximalis) (L&R, in elke vinger)
  - 2×4 middelste falanx (phalanx media) (L&R, in elke vinger behalve de duim)
  - 2×5 distale falanx (phalanx distalis) (L&R, in elke vinger)

2×26 voetbeenderen (L&R):
- 2×7 Voetwortelbeenderen (L&R):
  - 2 hielbeenderen (calcaneus) (L&R)
  - 2 sprongbeenderen (talus) (L&R)
  - 2 os naviculare (L&R)
  - 2 os cuneiforme mediale (L&R)
  - 2 os cuneiforme intermedium (L&R)
  - 2 os cuneiforme laterale (L&R)
  - 2 os cuboideum (L&R)

- 2×5 middenvoetsbeenderen (os metatarsale) (L&R)
- 2×14 teenbeenderen (phalanges) (L&R):
  - 2×5 proximale falanx (phalanx proximalis) (L&R, in elke teen)
  - 2×4 middelste falanx (phalanx media) (L&R, in elke teen behalve de grote teen)
  - 2×5 distale falanx (phalanx distalis) (L&R, in elke teen)

schedel · wervelkolom · borstkas · borstbeen · schoudergordel · arm · bekkengordel · been

bot · gewricht · botten van de mens · schaambeen
skelet ·  spierstelsel ·  spijsverteringsstelsel ·  ademhalingsstelsel ·  borstholte ·  urinewegstelsel ·  voortplantingssysteem ·  endocrien systeem ·  hart en vaatstelsel ·  lymfevatenstelsel ·  zenuwstelsel ·  zintuigen ·  huid